# Darryl McDaniels

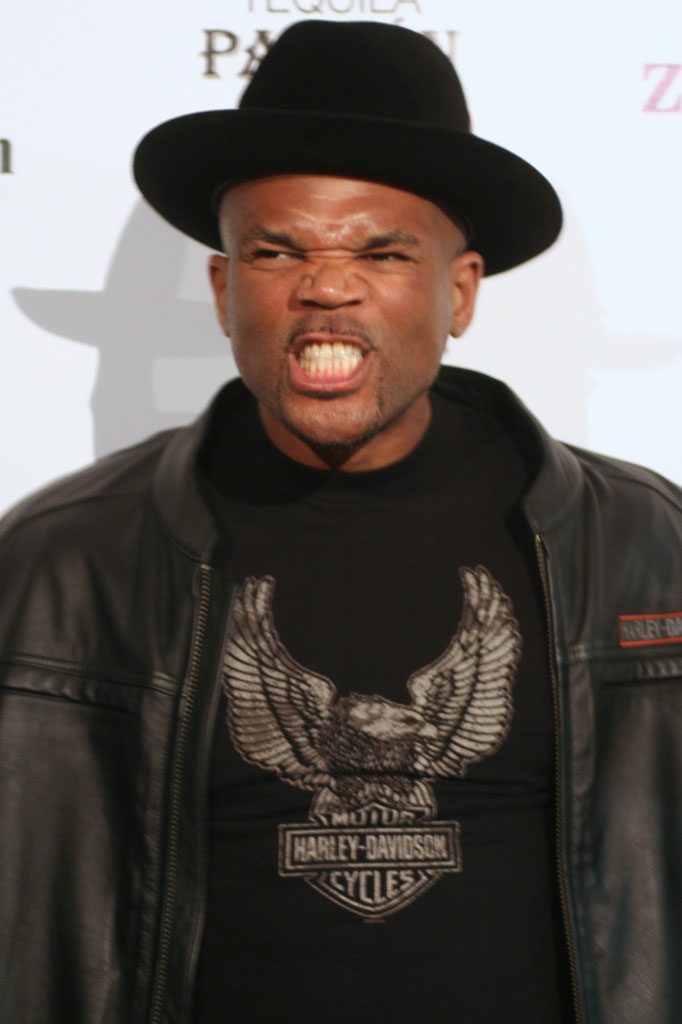
Darryl McDaniels

Darryl Matthew McDaniels (Harlem, New York, 31 mei 1964) is een Amerikaans rapper en een van de oprichters van de hiphopgroep Run-D.M.C. Hij staat bekend als D.M.C. (een afkorting van Devastating Mic Controller of Darryl Mac) en Easy D.

## Leven
McDaniels groeide op in New York. Hij ging naar katholieke scholen en werd later ingeschreven aan St. John's University in New York. Hij was rapper in Run-D.M.C. samen met medeoprichter en vriend Joseph "Rev Run" Simmons. Het werk van de groep wordt beschouwd als creatief en origineel; er wordt gebruikgemaakt van revolutionaire stijlen, onder andere van DJ Jam Master Jay.
Checks Thugs and Rock n Roll was McDaniels' eerste soloalbum.
In het tv-programma Toy Hunter vroeg presentator Jordan Hemsborough waar de afkorting D.M.C. nu echt voor stond. McDaniels antwoordde: voor Darryl Makes Cash.